# سیارک ۵۹۳۷
سیارک ۵۹۳۷ (به انگلیسی: 5937 Loden، نامگذاری:1979XQ) پنج هزار و نهصد و سی و هفتمین سیارک کشف شده‌است که در ۱۱ دسامبر ۱۹۷۹ کشف شد.
قدر مطلق سیارک برابر ۱۳٫۷۰ است.